# نيكولاس كاستيلانوس
نيكولاس كاستيلانوس (بالإنجليزية: Nicholas Castellanos) هو لاعب كرة قاعدة أمريكي، ولد في 4 مارس 1992 في ديفي في الولايات المتحدة.

## وصلات خارجية
- نيكولاس كاستيلانوس على موقع دوري كرة القاعدة الرئيسي (الإنجليزية)
- نيكولاس كاستيلانوس على موقعبيزبول رفرنس.كوم (الدوري الرئيسي) (الإنجليزية)
- نيكولاس كاستيلانوس على موقعبيزبول رفرنس.كوم (الدوري الثانوي) (الإنجليزية)
- نيكولاس كاستيلانوس على موقع إي إس بي إن.كوم (أم.أل.بي) (الإنجليزية)
- نيكولاس كاستيلانوس على موقع مشجعي الرسوم البيانية (الإنجليزية)